# 청주시 청원구 (선거구)
청주시 청원구는 대한민국의 국회의원 선거구이다. 충청북도 청주시 청원구 일대를 관할한다. 현 지역구 국회의원은 더불어민주당의 송재봉이다.

## 역사
2014년 7월, 청주시와 청원군이 통합하여 통합 청주시가 출범하였다. 이때 청주시 상당구 우암동, 내덕동, 율량·사천동, 오근장동과 청원군 내수읍, 오창읍, 북이면 지역을 관할로 하는 청원구가 신설되었다. 이에 대한민국 제20대 국회의원 선거를 앞두고 청원구 지역을 관할하는 선거구로 신설되었다.

## 관할 구역
| 대수  | 관할 구역          |
| ----- | ------------------ |
| 20대~ | 청주시 청원구 일원 |

## 역대 국회의원
| 선거   | 정당 | 정당         | 의원   |
| ------ | ---- | ------------ | ------ |
| 2016년 |      | 더불어민주당 | 변재일 |
| 2020년 |      | 더불어민주당 | 변재일 |
| 2024년 |      | 더불어민주당 | 송재봉 |

## 역대 선거 결과

### 대한민국 제20대 국회의원 선거
|  | 42.60% |

|  | 38.82% |

|  | 12.69% |

|  | 4.13% |

|  | 1.74% |

### 대한민국 제21대 국회의원 선거
|  | 52.99% |

|  | 44.42% |

|  | 1.62% |

|  | 0.95% |

### 대한민국 제22대 국회의원 선거
|  | 53.28% |

|  | 46.71% |

## 같이 보기
- 충청북도의 선거구
- 청주시 청원구